# Johanna Sprenkels
Johanna Petronella Sprenkels (Keulen, 6 april 1901 – Rotterdam, 24 juni 1979) was een Nederlands beeldhouwer.

## Leven en werk
Sprenkels werd geboren in Keulen als dochter van Nederlandse ouders, Jacobus Hubertus Maria (Jac.) Sprenkels (1874-1949) en Johanna Henrietta Theodora Schoof (1872-1953). Ze was de derde generatie in het beeldhouwersvak. Haar vader werkte ten tijde van haar geboorte aan beelden voor de, inmiddels afgebroken, Sint-Pauluskerk in Keulen. Vanaf 1909 woonde het gezin in Hillegersberg, onder Rotterdam.
Johanna en haar vader hadden daar een gezamenlijk atelier, ze maakten onder meer (religieuze) beelden en grafmonumenten naar eigen ontwerp. Ze zette het atelier na het overlijden van haar vader voort en gaf er boetseer- en tekenlessen.
Johanna Sprenkels overleed in 1979, op 78-jarige leeftijd. Een deel van de zakelijke en particuliere correspondentie van Johanna en haar vader is ondergebracht bij het Stadsarchief Rotterdam.

## Werken (selectie)
- jaren 20? beeld van Theresia van Lisieux, Sint-Paschalis Baylonkerk in Den Haag (met vader Jac. Sprenkels)
- St. Gertrudis van Helfta, St. Ludgardis van Tongeren en Tronende Maria met Kind Jezus, poortgebouw abdij Koningsoord, Arnhem (met vader Jac. Sprenkels); aldaar ook een beeld van St. Jozef met kind in een waterbassin[6]
- 1941 corpus voor missiekruis in Montfoort (met vader Jac. Sprenkels)
- 1948 herdenkingsplaquette in het Hoofdpostkantoor in Utrecht
- 1949 bronzen plaquette directeur L.F. Steehouwer, ter gelegenheid van het 30-jarig bestaan van Radio Instituut Steehouwer, Rotterdam
- Mariabeeld in de Mariakapel van de Sint-Hildegardis en Antoniuskerk in Rotterdam[7]

## Afbeeldingen

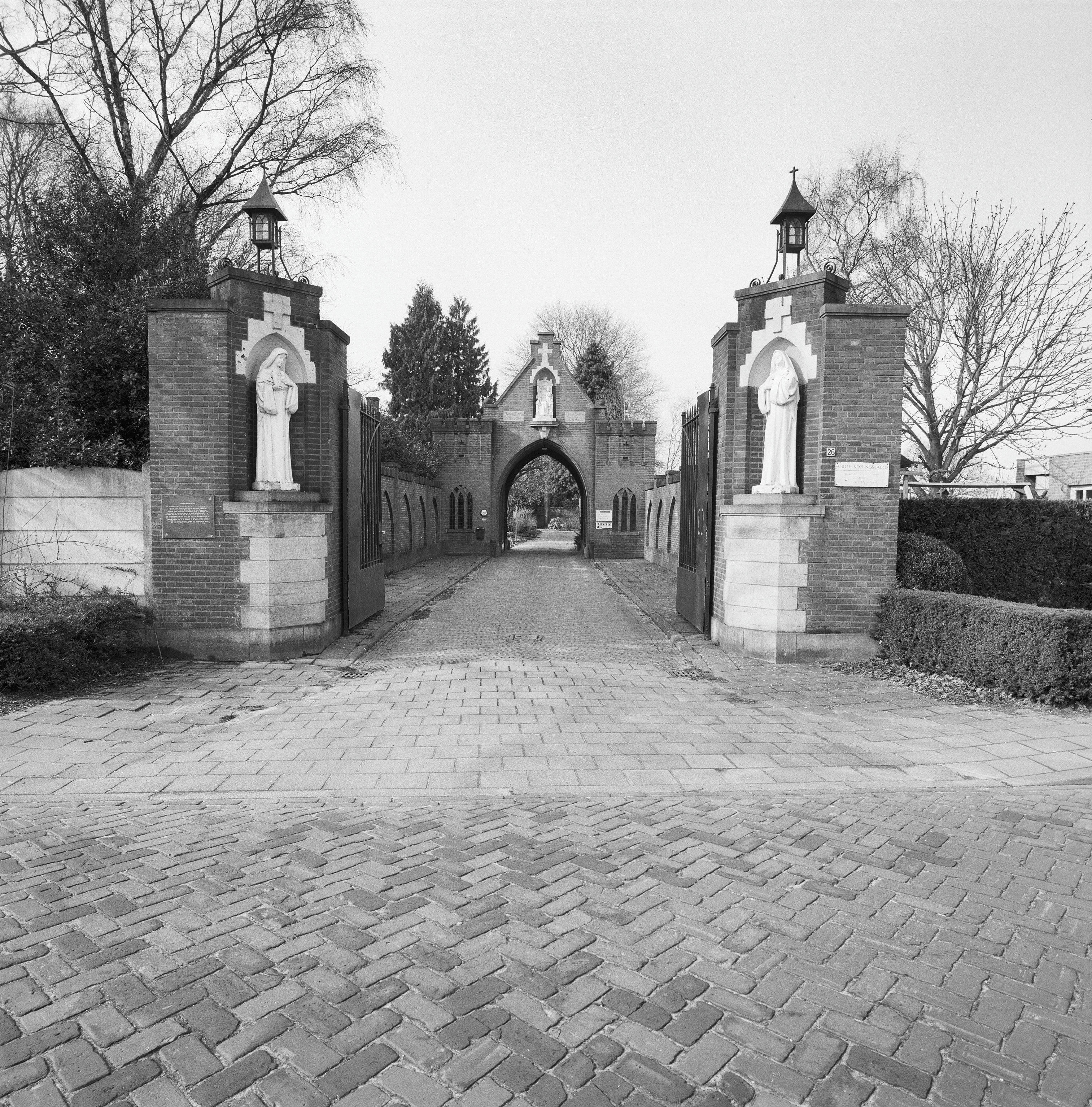
Beelden poort Koningsoord
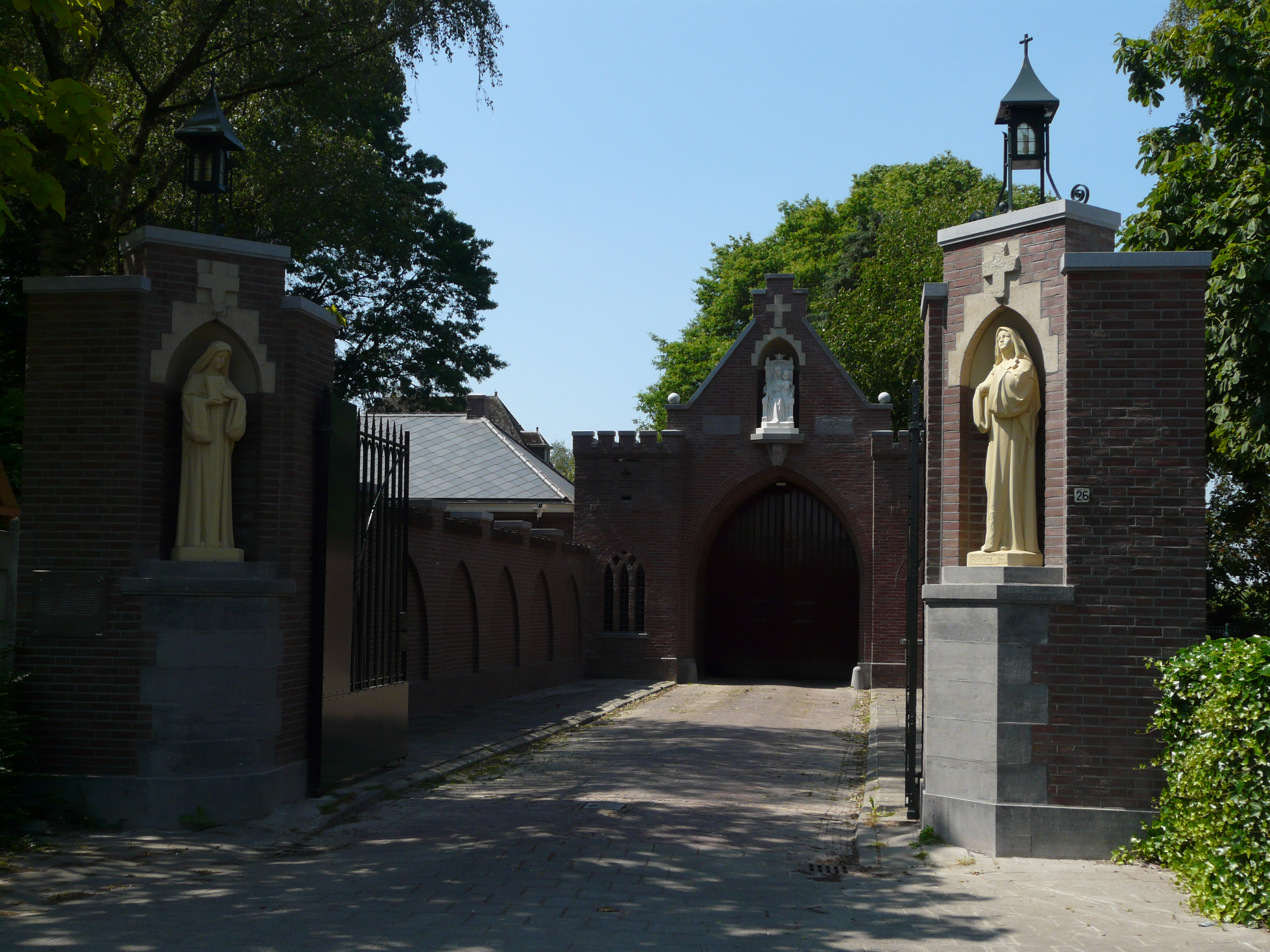